# 乌胡埃
乌胡埃（西班牙語：Ujué）是西班牙纳瓦拉的一个市镇。总面积112平方公里，总人口232人（2001年），人口密度2人/平方公里。